# ルークリース凌辱

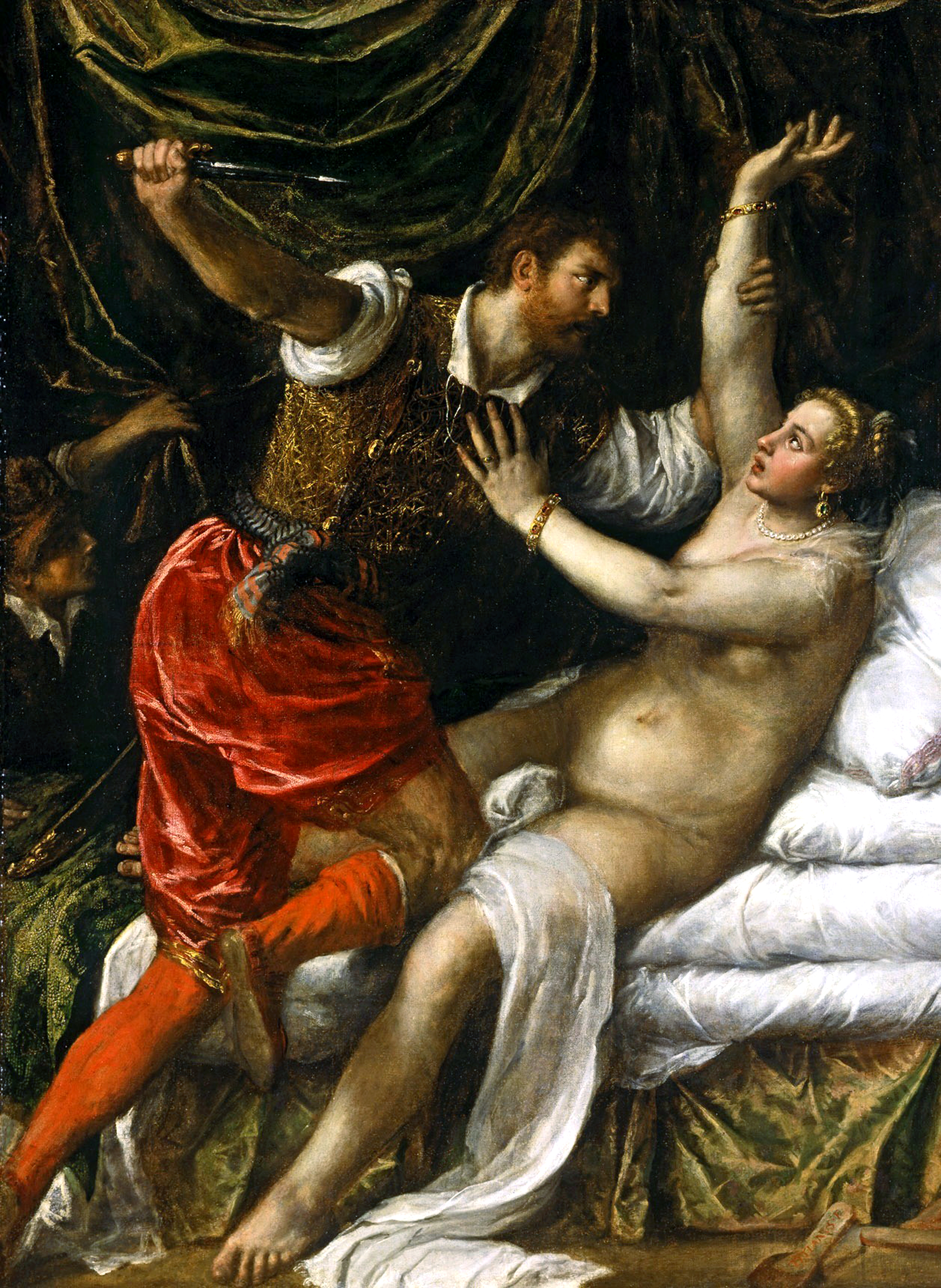
ルクレーティアの凌辱（ティツィアーノ・ヴェチェッリオ画、1571年）

『ルークリース凌辱』（ルークリースりょうじょく、The Rape of Lucrece）とは、伝説的な人物ルクレティアにまつわるウィリアム・シェイクスピアの物語詩。1594年に書かれた。
シェイクスピアは前年（1593年）に出版した物語詩『ヴィーナスとアドーニス』にパトロンである第3代サウサンプトン伯ヘンリー・リズリーへの書簡を含め、その中で「厳粛な作品」を書く約束をしたが、それがこの『ルークリース凌辱』のことで、前作にあったユーモラスなトーンはなくなっている。

## テキスト
『ルークリース凌辱』は書籍商ジョン・ハリソンによって1594年5月9日に書籍出版業組合の記録に登録され、その年のうちに「四折版」が出版された。印刷はリチャード・フィールド（Richard Field）。ハリソンはをセント・ポール大聖堂の境内にあった自分の店でこの本を販売した。表紙のタイトルは『ルークリース（Lucrece）』だったが、収録されている詩の冒頭や欄外見出しには『ルークリース凌辱』と書かれてあった。前作『ヴィーナスとアドーニス』ほどの大ベストセラーにはならなかったが、それでも人気はあった。ハリソンは続けて『ルークリース』を再版するが、フォーマットは四折版よりは「八折版」に近かった。1598年に第2版（O1）、1600年に第3版（O2）、第4版（O3）、1607年に第5版（O4）が出版された。1614年、版権がロジャー・ジャクソンに移り、ジャクソンは1616年に第6版（O5）を出版した。さらに、1624年、1632年、1655年にも再版された。

## 歴史的背景
『ルークリース凌辱』は、オウィディウスの『祭暦（Fasti）』とティトゥス・リウィウスの『ローマ建国史』を基にしている。紀元前509年、ローマ王タルクィニウス・スペルブスの子セクストゥス・タルクィニウス（タークィン）は、王の家臣で貴族のルキウス・タルクィニウス・コッラティヌス（コラタイン）の妻ルクレーティア（ルークリース）を強姦した。ルクレーティアは自殺し、王の甥ルキウス・ユニウス・ブルートゥスはその遺体を公共広場フォロ・ロマーノに運んだ。このことでタルクィニウスに対する反乱が起き、王族は追放され、共和政ローマが確立した。

## 文学的背景
シェイクスピアはルクレーティアの話の要点をおさえたうえで、タークィンのルークリースへの欲望はその夫コラタインの妻に対する賛美に刺激されてのことだったという要素を付け加えた。後にシェイクスピアはこのアイディアを『シンベリン』でも使っている。ポステュマスが妻イモージェンの貞節を称えるのを聞いて、ヤーキモーは自分が口説いてやると賭けを申し出る。『マクベス』第2幕第1場ではマクベスがタークィンについて言及する。「荒淫無慚（くわういんむざん）なタークヰンの足附で、其目的の方へ、幽霊のやうに近づく」。マクベスの犯した弑逆とタークィンの犯した強姦はともに許されない犯罪である。『じゃじゃ馬ならし』第2幕第1場では、ペトルーキオがじゃじゃ馬カタリーナのことをその父親バプティスタに向かって「忍耐強いことに於ては、グリッセル（グリゼルダ）第二世といってもいゝくらゐだし、貞操にかけてはローマのルークリーズそこのけです」と誉め称える。

## 凌辱された女性
ルークリースはあたかも芸術作品のように描写され、物質的富のようにオブジェ化されている。タークィンによるルークリース凌辱も、まるで要塞を攻略しているかのように描かれる。タークィンはルークリースのさまざまな肉体的特質を征服してゆく。ルークリースは強姦されるが、この詩はルークリースの無罪を弁明する（1240-46行）。シェイクスピア作品の他の凌辱された女性同様、ルークリースは象徴的な価値を得ている。ルークリースは自殺するが、その肉体は政治的象徴へと転生する。

## 分析と批評
ジョエル・ファインマンは前構造主義的立場から、『ルークリース凌辱』は『ソネット集』同様、伝統的な賞賛の詩論を根本から脱構築したものだと主張している。ファインマンはこの詩の悲劇的な事件の動機となったのは夫コラタインの誇張されたルークリースへの賞賛であったことに着目する。それはコラタインの「ルークリースを支配する自慢」に他ならず、それがタークィンの野卑な欲望に火を点けた。ルークリースが実際に貞節であるというよりは、コラタインの賛美がルークリースに「貞節の名」を与え、犯罪を誘発した。ファインマンの解釈では、コラタインの賛美は逆説的に賛美した妻をのみならず、修辞的な賞賛自体の全一性をも滅ぼす状況を作ったわけである。さらに、詩自体がコラタインの運命的な賛美のレトリックと共犯関係にある。「この詩自体がそれを語ったのと同じ賛美の言葉で物語を語っていく」。しかし、凌辱の場面になると、「詩自体のレトリックが……語っている凌辱にパーフォーマティヴ（遂行的）に巻き込まれている」ように、詩が自己引用している。『ルークリース凌辱』の言語的過度さは、純粋な理想化に向かうレトリックの伝統を崩壊させる言語の具体性をその中に持つ新しい詩の兆しである。
一方、ジェーン・ニューマンはフェミニズムの立場から他の文学作品、具体的にオウィディウスの『変身物語』第6巻にあるピロメーラーとプロクネーの神話との関係性に注目した。ニューマンの解釈は、ピロメーラーの話で描かれた女性に対する暴力的な強姦の伝統的な描写は、シェイクスピアの『ルークリース凌辱』では描かれないか、あるいは押さえられているという。オウィディウスの話はうっすらとテキスト相互関連性の中から見えてくるだけで、ルークリースには反映されていないように見える。ざっと読んだだけだと、ルークリースは強姦後も言葉は喋れるので、舌を切られたピロメーラーほど酷い目に遭ったようには見えないかも知れないが、政治的行為としての自己犠牲を決めたことによってルークリースの行動の能力は制限を受けている。「喋れないピロメーラーとの見かけ上の対比は、女性にとって唯一政治への干渉に利用できる自殺を選んだルークリースと違って、ピロメーラーには自分の属する政治的モーメントに衝撃を与えるような能力も奪われていたことである」。皮肉にも、ルークリースのレトリックの能弁さは、ルークリース自身が強姦者タークィンとタークィンに象徴される王政に対するより現実的で暴力的な報復を見いだす可能性を捨てさせてしまう。その代わり、ルークリースの復讐は代理の男たち、とくに共和政ローマの創設者であるルキウス・ユニウス・ブルートゥスによって果たされる。ブルートゥスはローマ王タルクィニウス・スペルブスに対する反乱を率いる時、ルークリースの死に添えてレトリックを模倣する。